# 佐藤正 (陸士14期)
佐藤 正（さとう ただし、1881年（明治14年）1月10日 - 1968年（昭和43年）6月11日）は、大日本帝国陸軍軍人。最終階級は陸軍少将。

## 経歴・人物
宮城県出身。1902年（明治35年）陸軍士官学校第14期卒業。
1928年（昭和3年）8月に陸軍歩兵大佐・福島連隊区司令官、1931年（昭和6年）8月に歩兵第26連隊長、1933年（昭和8年）3月に陸軍少将・留守第8師団司令部附を経て、翌年の1934年（昭和9年）8月1日に待命、同月30日に予備役に編入した。
1947年（昭和22年）11月28日、公職追放仮指定を受けた。